# Ruby Gentry
Ruby Gentry és una pel·lícula de l'any 1952 dirigida per King Vidor i protagonitzada per Charlton Heston i Jennifer Jones.

## Argument
Ruby Corey (Jennifer Jones) viu a Braddock, Carolina del Nord. Està enamorada de Boake Tackman (Charlton Heston), que ambiciona escalar socialment. Mantenen una intensa relació amorosa. I encara que ell l'estima, opta per casar-se amb una noia de família benestant. Ruby se sent humiliada i es casa per despit amb l'home més ric de la regió: el vidu Jim Gentry (Karl Malden). Aquest s'ofega anant en barca i la gent del poble acusa Ruby d'haver provocar la mort. Rica i poderosa, Ruby Gentry planeja venjar-se. A poc a poc, anirà humiliant i arruïnant a tots els que l'han avergonyida i menyspreada, incloent-hi Boake Tackman.

## Context històric i artístic
Ruby Gentry és una tempestuosa història d'amor repudiat i una malaltissa frustració d'exacerbat poder devastador. Un punyent melodrama realitzat amb tensió i magnitud per un dels pioners del cinema estatunidenc, el realitzador de les més severes dramatúrgies psicològiques i socials, King Vidor. En aquesta pel·lícula del 1952, una impagable Jennifer Jones caracteritza l'apassionada, després humiliada i més endavant rancuniosa i danyina Ruby Gentry. El director, que ja havia posat al descobert la pirètica sensualitat de la Jones a Duel in the Sun (1946), mou de forma visceral i concloent, sense deixar espais pels asserenaments, el cru relat d'aquesta dona trepitjada i venjativa. Dins Ruby, gairebé tot és emoció i desig, turbulència i passió, sentiments i actituds que s'acaben transformant en infelicitat, còlera i odi. Charlton Heston, nouvingut a Hollywood i a pocs anys vista de la seua coronació com a príncep del cinema èpic, interpreta l'ambiciós Boake, qui en un determinat moment diu a Ruby: "Quan t'enfurismes, els teus ulls llancen foc.". De fet, les seqüències de fricció, engany i menyspreu entre el galant Heston i la carnal Jones esdevenen tòrrides i antològiques. La libidinosa protagonista va ésser massa efusiva pels preservadors morals de l'època, així que en alguns països van tallar més d'una seqüència, mentre que la censura espanyola prohibiria en la seua totalitat l'exhibició de la pel·lícula fins al 1965.
A més de la felina protagonista, el film encaixa entre els seus vigorosos fotogrames alguns comentaris sobre la diferència entre classes socials, posa el dit a la nafra en el puritanisme hipòcrita i denuncia el fanatisme religiós i la intransigència moral. Es va rodar íntegrament, incloent-hi la seqüència dels aiguamolls, als estudis de la 20th Century Fox.

## Frases cèlebres
| « | "Penedir-me, jo?... Estic tornant a la gent tot el mal que m'ha fet durant tota la meua vida. Això em produeix plaer, i és només el principi." (Jennifer Jones com a la venjativa Ruby Gentry) | » |

## Curiositats
- Aquesta pel·lícula fou la inspiració per a una jove cantant de country de Mississipi anomenada Roberta Lee Streeter per a adoptar el seu nom artístic definitiu: Bobbie Gentry.[2]
- La banda sonora de la pel·lícula es va dur a terme amb un sol instrument: l'harmònica.[3]
- Joan Fontaine va rebutjar el paper ofert a Jennifer Jones perquè no se sentia còmode parlant anglès amb l'accent del sud dels Estats Units. Sigui com vulgui, un cop acabat el rodatge del film va resultar que cap dels intèrprets hi va emprar aquesta varietat dialectal.[3]

## Errades del film
- Al principi del film, Ruby i Boake apareixen conduint un cotxe a la platja mentre unes muntanyes són visibles al fons de l'escena. Atès que la pel·lícula té lloc a la costa de Carolina del Nord, el paisatge hauria d'ésser totalment pla amb l'excepció només de les dunes de sorra.[4]
- El soroll de fons del pantà sembla més aviat el d'una jungla tropical que no pas el de la vida silvestre a Carolina del Nord.[4]